# Mulumba Lukoji
Mulumba Lukoji, né le 5 mars 1943 à Kipushi et mort le 3 mars 1997 à Johannesburg, est un homme politique de la république démocratique du Congo. Il est Premier ministre du Zaïre du 1er avril 1991 au 29 septembre 1991.